# Cijena života (1994.)
Cijena života, hrvatski dugometražni film iz 1994. godine.

## Radnja
Vukovarski zatočenik Ivan pobjegao je iz srpskog sabirnog logora u Vojvodini potkraj 1991. godine. Sklonio se je na imanju imućnog srpskog gazde Stevana. Gazda ga je otkrio i ponudio mu je izbor: ili će ga prijaviti ili će Ivan ostati na njegovom imanju i raditi. U izboru koji to nije ni bio, jer je samo jedna opcija nudila nekakav život, Ivan ostaje te se upoznaje s njegovom obitelji. U to se stvari odvijaju u zanimljivom smjeru.